# Eğribucak
Eğribucak ist ein Stadtteil im Bezirk Melikgazi der türkischen Großstadt (Büyükşehir belediyesi) Kayseri in der gleichnamigen Provinz in der Region Zentralanatolien. Das Dorf liegt am Fuße des 3891 m hohen Berges Erciyes Dağı.